# Ptochophyle phanoptica
Ptochophyle phanoptica är en fjärilsart som beskrevs av Louis Beethoven Prout 1934. Ptochophyle phanoptica ingår i släktet Ptochophyle och familjen mätare. Inga underarter finns listade.